# Klaus Fischer
Klaus Fischer (sinh 27 /12/ 1949) là cựu cầu thủ / huấn luyện viên người Đức. Ông là thành viên chủ chốt của tuyển Tây Đức tại World Cup 1982. Lad một cựu tiền đạo, ông được biết đến với những pha ghi bàn xe đạp chổng ngược", và là huyền thoại của câu lạc bộ FC Schalke 04.